# کازوهیتو کیکوچی
کازوهیتو کیکوچی (انگلیسی: Kazuhito Kikuchi؛ زادهٔ ۱۵ اکتبر ۱۹۷۷) آهنگساز، و تهیه‌کننده موسیقی اهل ژاپن است.